# Campo Lameiro
Campo Lameiro è un comune spagnolo di 2 178 abitanti situato nella comunità autonoma della Galizia.

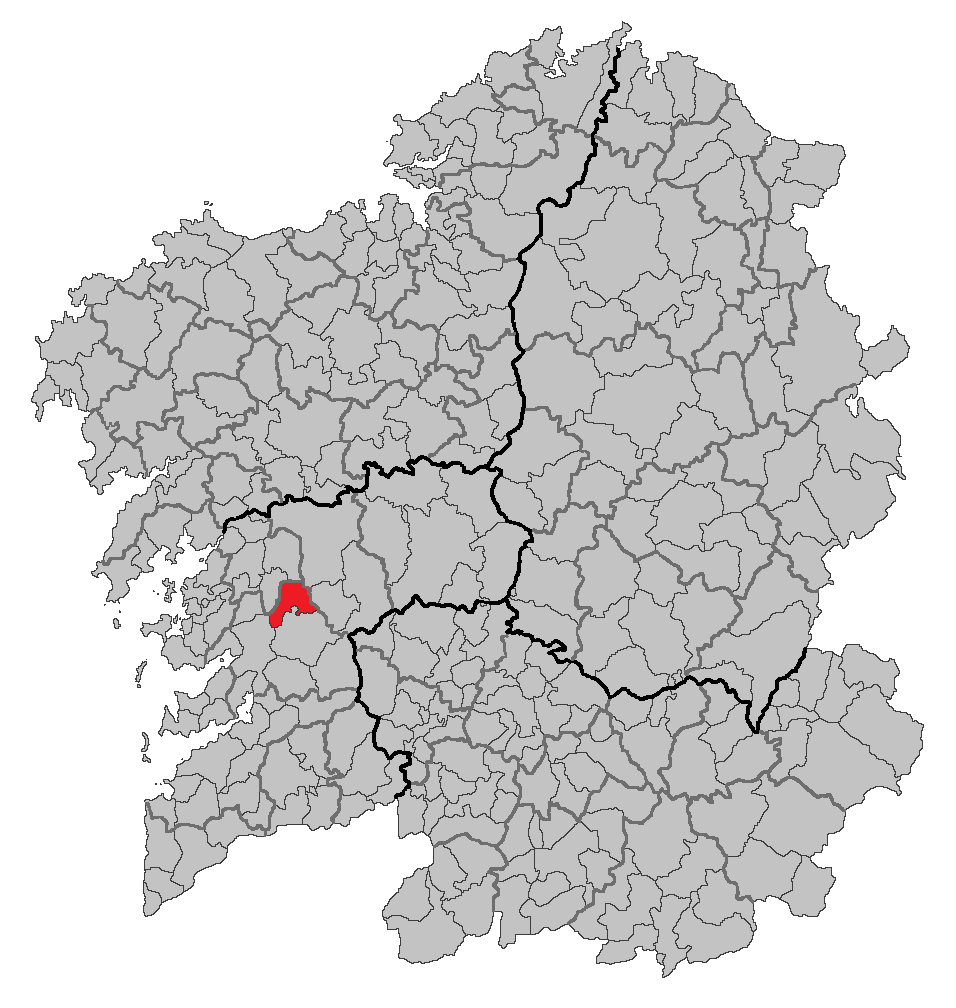
Campo Lamaeiro, Pontevedra, Galizia